# Districte de Burera
El districte de Burera és un akarere (districte) de la Província del Nord, a Ruanda. La seva capital és Cyeru.

## Geografia i turisme
El districte es troba a la part septentrional de Ruanda, al costat de la frontera amb Uganda, i entre les ciutats de Ruhengeri i Byumba. S'hi troben els llacs Burera i Ruhondo, i l'hotel Virunga Lodge, que es troba entre ells, amb vista sobre els llacs i les properes muntanyes Virunga, convertint-la en una de les zones turístiques de Ruanda. El districte també conté el pas fronterer de Cyanika, porta d'accés a Kisoro i al sud-oest d'Uganda.

## Sectors
El districte de Burera està dividit en 17 sectors (imirenge): Bungwe, Butaro, Cyanika, Cyeru, Gahunga, Gatebe, Gitovu, Kagogo, Kinoni, Kinyababa, Kivuye, Nemba, Rugarama, Rugendabari, Ruhunde, Rusarabuye i Rwerere.